# Керамик (Донецкая область)
Керамик (укр. Керамік) — посёлок городского типа в Ясиноватском районе Донецкой области Украины.

## История
Посёлок городского типа с 1957 года.
В январе 1989 года численность населения составляла 712 человек.
По состоянию на 1 января 2013 года численность населения составляла 375 человек.

## Местный совет
86040, Донецкая обл., Ясиноватский р-н, пгт Очеретино, ул. Первомайская; тел. 4-97-83.